# Попов, Стеван
Стеван Попов (1947 — 3 июня 2015) — югославский и сербский лётчик, герой гражданской войны в Боснии и Герцеговине в начале девяностых. В 1992 году выполнял полёты на трассе Белград — Сараево, спасая тысячи людей, пытающихся выбраться из охваченного войной Сараева. Работал в компании Jat Airways (Air Serbia). Ушёл на пенсию в 2004 году вследствие сокращения штатов. Покончил с собой 3 июня 2015 года.

## Самолёт
С начала конфликта в Боснии и Герцеговине руководство Югославской народной армии обратилось с просьбой Jat Airways (Air Serbia) откомандировать лётчиков для пилотирования транспортного самолёта Boeing 707, неожиданно поступившему в распоряжение армии. Самолёт, изначально принадлежавший компании Uganda Airlines, был изъят ЮНА летом 1991 г. после задержания груза контрабанды: 18 тонн боеприпасов для стрелкового вооружения и противотанковых снарядов, предназначенных для формирующейся Национальной гвардии Хорватии. Самолёту дали наименование Кикаш (Kikaš) — по фамилии организовавшего контрабанду Антуна Кикаша. ЮНА использовало самолёт для транспортировки военной техники и переселенцев из Хорватии, а затем для эвакуации беженцев из Сараево. Стеван Попов, откомандированный своей компанией Jat Airways (Air Serbia) был назначен командиром экипажа.

## Полёты Белград — Сараево
В 1991 году Попов выполнял полёты с аэродрома Батайница в Белграде на военные базы в Пули и Задаре с целью эвакуации военной техники и переселенцев с имуществом.
С 17 апреля до 5 мая 1992 выполнял полёты на направлении Белград — Сараево с задачей эвакуировать беженцев из Сараево. Количество полётов в день достигало 16, а число пассажиров до 575. Самолет Boeing 707 был исполнен в варианте транспортного самолета и не был оснащён пассажирскими креслами, поэтому размещение пассажиров происходило по максимальной вместимости. В течение месяца из Сараево Поповым было спасено около 40 000 человек.

## Чемпионат Европы по футболу в 1992 году
Попов выполнял перевозку сборную Югославии по футболу в 1992 году в сложных обстоятельствах, которые были продиктованы санкциями против Югославии. Сборная Югославии по футболу должна была принять участие в Чемпионате Европы в Швеции, однако накануне была дисквалифицирована в силу санкции против Югославии. Из-за применения этих же санкций сборная не могла выбраться из Швеции. Только после ходатайства Генерального секретаря ООН Бутроса Бутрос-Гали Попов получил разрешение выполнить полет в Стокгольм и обратно в течение 24 часов.